# Calvignano
Calvignano är en ort och kommun i provinsen Pavia i regionen Lombardiet i Italien. Kommunen hade 111 invånare (2018).